# Kediten
Kediten is een bestuurslaag in het regentschap Kendal van de provincie Midden-Java, Indonesië. Kediten telt 1195 inwoners (volkstelling 2010).